# Bonte daguil
De bonte daguil (Protoschinia scutosa, door sommige auteurs geplaatst in het geslacht Schinia) is een nachtvlinder uit de familie Noctuidae, de uilen. 
De vlinder heeft een voorvleugellengte van 15 tot 16 millimeter. De vleugels zijn lichtbruin met een donkere rand en duidelijke donkere uilvlekken en op de achtervleugel een donkere middenstip. Ook de aders zijn donker. Het geheel geeft een bonte indruk.
De soort gebruikt absintalsem en ganzenvoet als waardplanten.
De soort leeft in de zuidelijke helft van het Palearctisch gebied. In Nederland en België is de soort een zeer zeldzame trekvlinder.